# Marmorosphax
Genre
Marmorosphax est un genre de sauriens de la famille des Scincidae.

## Répartition
Les espèces de ce genre sont endémiques de Nouvelle-Calédonie.

## Liste des espèces
Selon The Reptile Database (17 nov. 2012) :
- Marmorosphax boulinda Sadlier, Smith, Bauer & Whitaker, 2009
- Marmorosphax kaala Sadlier, Smith, Bauer & Whitaker, 2009
- Marmorosphax montana Sadlier & Bauer, 2000
- Marmorosphax taom Sadlier, Smith, Bauer & Whitaker, 2009
- Marmorosphax tricolor (Bavay, 1869)

## Publication originale
- Sadlier, 1987 : A review of the scincid lizards of New Caledonia. Records of the Australian Museum, vol. 39, no 1, p. 1-66 (texte intégral).